# Saulx-le-Duc
Saulx-le-Duc är en kommun i departementet Côte-d'Or i regionen Bourgogne-Franche-Comté i östra Frankrike. Kommunen ligger i kantonen Is-sur-Tille som tillhör arrondissementet Dijon. År 2022 hade Saulx-le-Duc 248 invånare.

## Befolkningsutveckling
Antalet invånare i kommunen Saulx-le-Duc
Referens:INSEE